# Newton, Alabama
Newton là một thị trấn thuộc quận Houston, tiểu bang Alabama, Hoa Kỳ. Dân số năm 2009 là 1652 người, mật độ đạt 45 người/km².